# Пескаля
Пескаля (на италиански: Pescaglia) е община в Италия, в региона Тоскана, провинция Лука. Общината се намира в планинния район, Долината на реката Серкио, на север от административния център Лука. Населението е около 4000 души (2007).